# Орси де Орсини, Джованни Доменико
Джованни Доменико Орси де Орсини (итал. Giovanni Domenico Orsi de Orsini; 1634, Вена — 14 июля 1679, Прага, Земли Чешской короны) — итальянский архитектор стиля барокко, работавший в Богемии.

## Биография
Сын итальянского архитектора Джованни Баттисты Орси и его жены Лючии Ретакко, он большую часть своей жизни прожил в Богемии и, с 1660-х годов, в Праге, где впоследствии скончался. Его отец, Джованни Баттиста Орси, известен как автор здания «Святого дома» (Santa Casa) монастыря Лореты в Праге (1626). Орсини-сын вначале работал под руководством Карло Лураго, затем стал независимым архитектором и трудился по заказам различных религиозных учреждений, в частности королевского наместника и верховного бургграфа Бернара Игнаца Иоанна Мартиникского и ордена иезуитов, а также светских заказчиков.
В 1650—1680 годах строительная деятельность в Богемии находилась почти исключительно в руках итальянских мастеров из Ломбардии и Тичино (италоязычный кантон на юге Швейцарии). 9 октября 1660 года Джованни Доменико получил староместское гражданство Праги. В 1661 году он был назначен императором строителем крепостей в Богемии, прежде всего защитных укреплений города Праги, а в 1678 году проектировал городские стены Хеба (Эгера).
В 1653 году имя Орси зафиксировано в документах при строительстве Клементинума (иезуитского коллегиума в Праге) как помощника Лураго, в 1656 — Коллегиума иезуитов в Клатови. За этим последовали монастырские постройки в Гайке недалеко от Кладно (1663—1671). Орси, вероятно, осуществил строительство иезуитской церкви в Комотау (Хомутов, 1663—1671) в северо-западной Чехии в качестве руководителя строительства по планам Лураго, а также Коллегиума иезуитов в Куттенберге (конец 1660-х годов).
С 1664 года Орси де Орсини выступал как самостоятельный архитектор, его художественное мировоззрение сложилось под влиянием венского и богемского барокко. Орсини вместе с Франческо Каратти и Карло Лураго принадлежит к самым выдающимся художникам раннего барокко в Богемии.
30 октября 1663 года он и Доменико Росси были поручителями двух мастеров-каменщиков: Франческо делла Торре и Джованни Баттиста Пассерини, приехавших в 1653 году в Прагу из императорских каменоломен недалеко от Вены, когда им были вручены свидетельства о пражском гражданстве. Орсини поддерживала в Богемии сильная итальянская община, и поэтому в 1675 году он был избран настоятелем религиозной конгрегации Вознесения Девы Марии. Его многообещающая карьера закончилась, когда ему было всего сорок пять лет, вероятно, стал жертвой эпидемии чумы и не успел полностью раскрыть свои способности архитектора. Когда он умер в 1679 году, дело взяла на себя его вдова Анна Людмила.

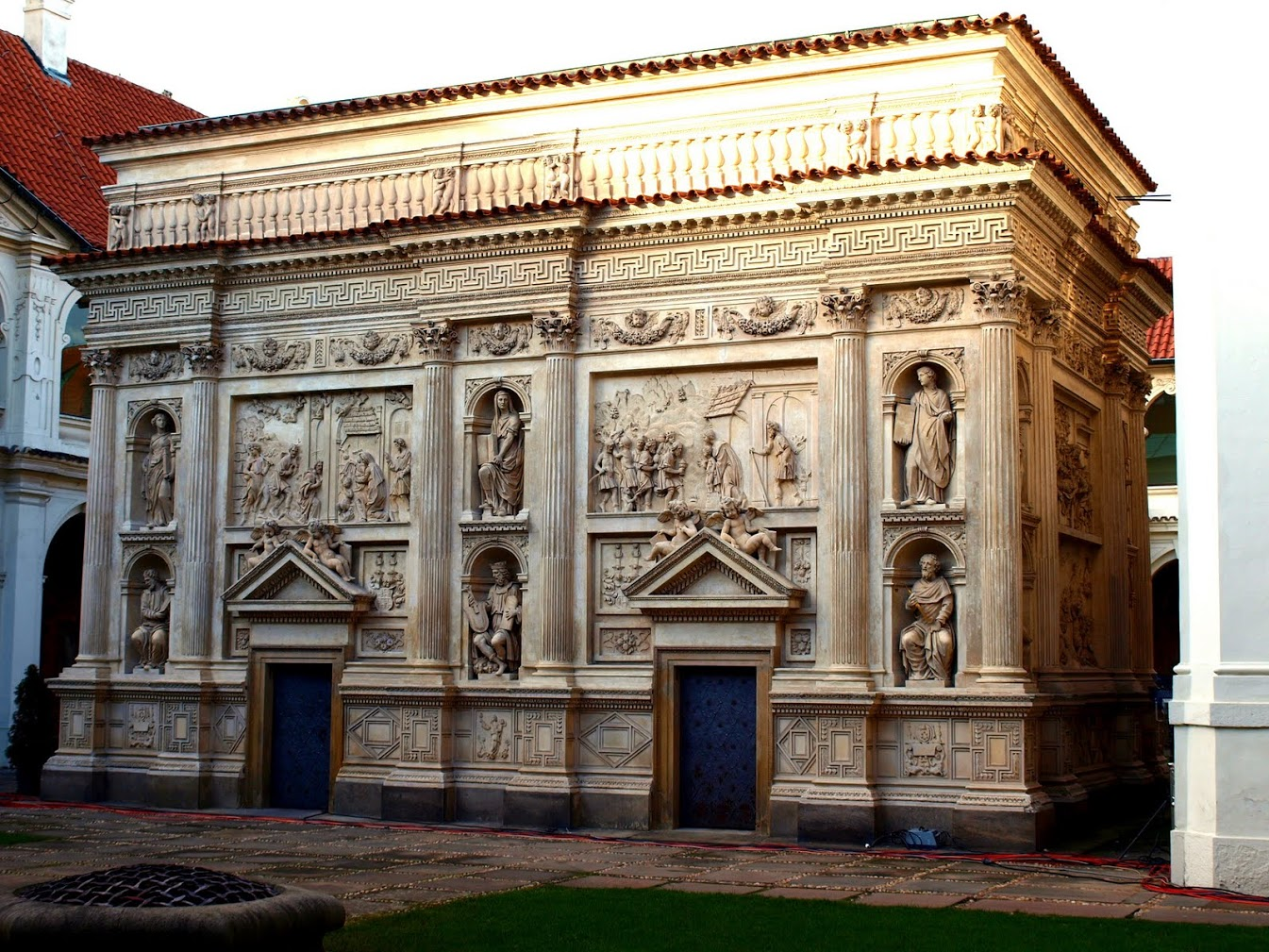
Джованни Баттиста Орсини Старший. «Санта Каза». 1626. Монастырь Лорета, Прага
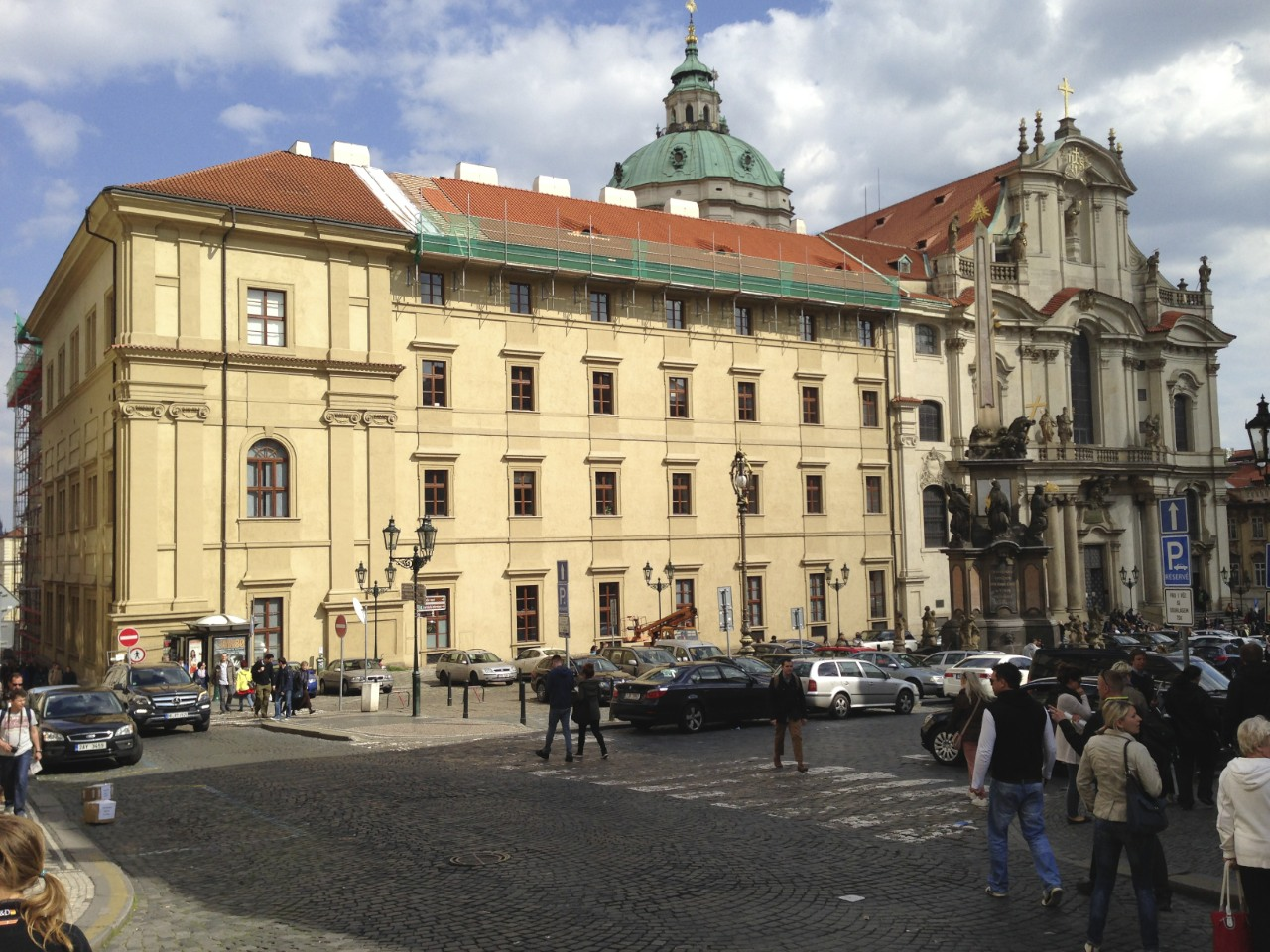
Дом иезуитов на Малой Стране в Праге
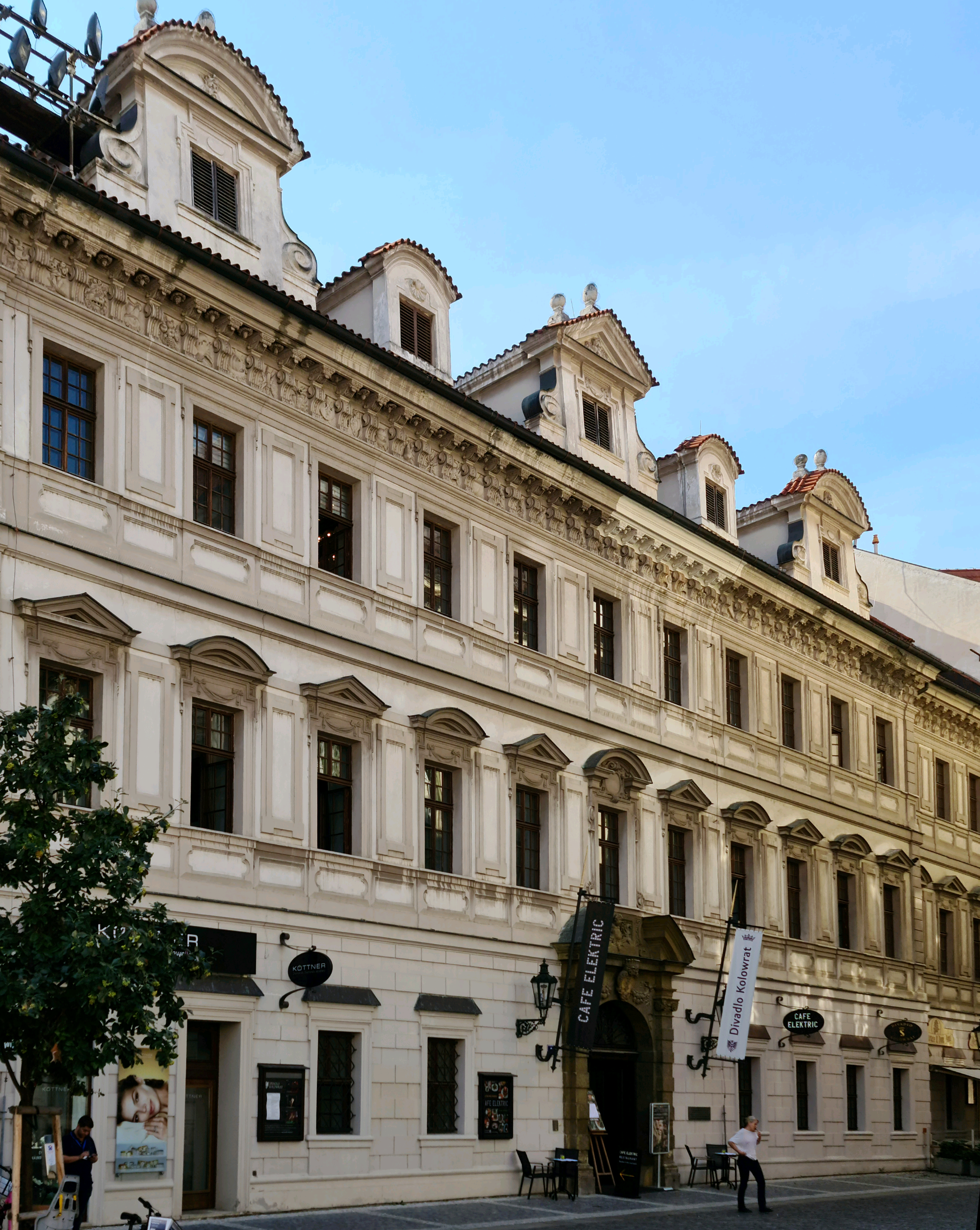
Koловратский дворец. Прага
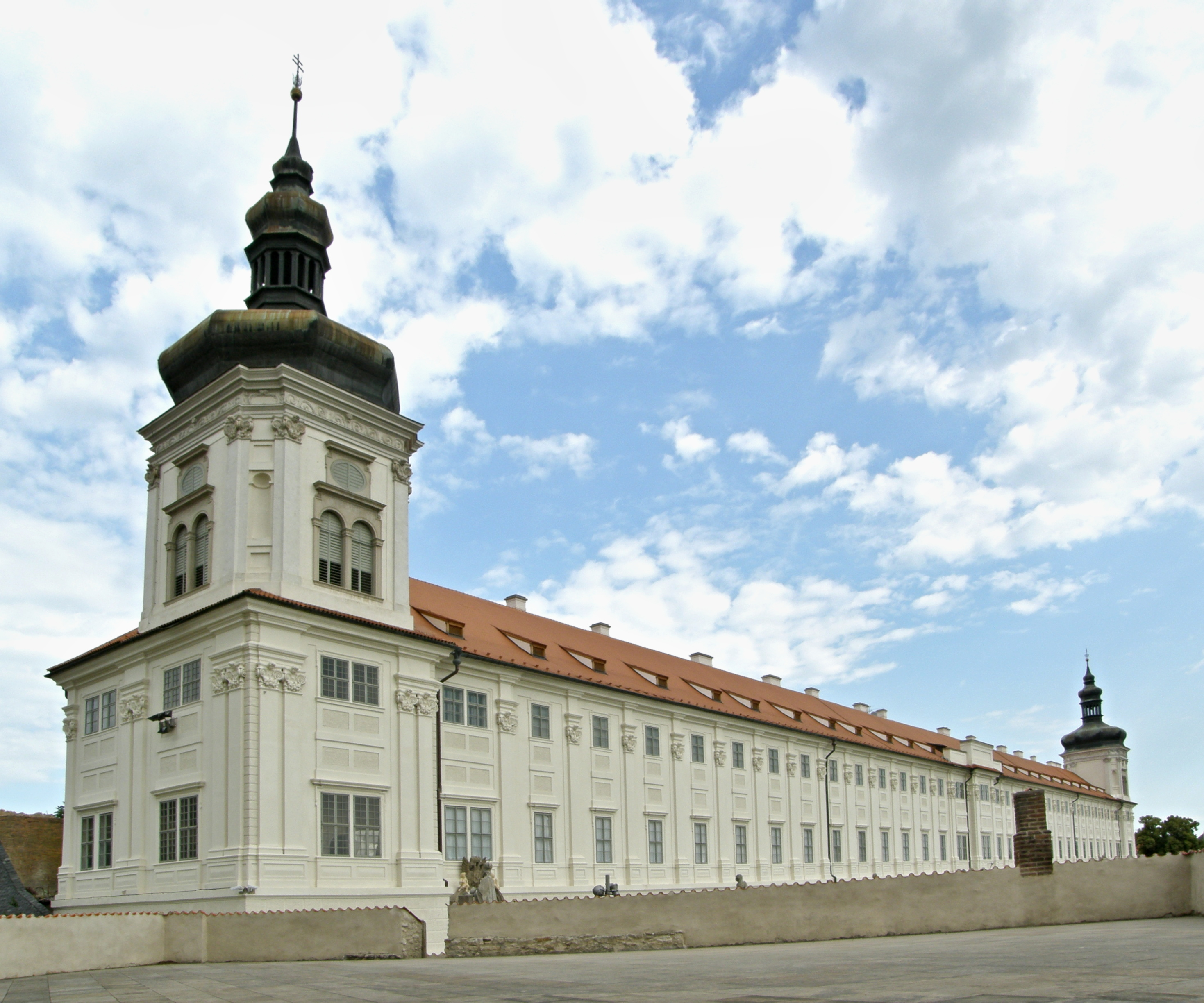
Коллегиум иезуитов в Кутна Гора
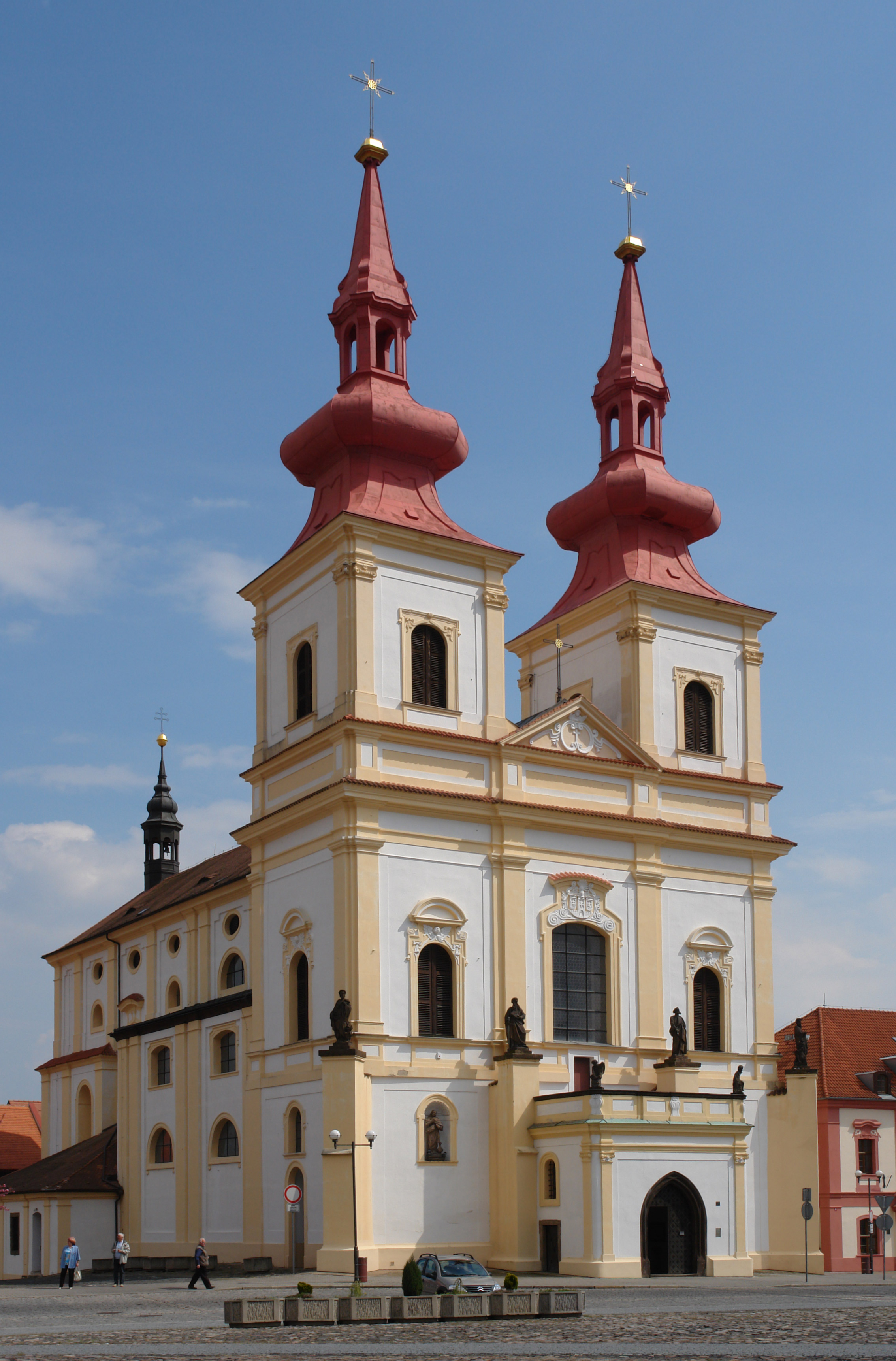
Kостёл Воздвижения Святого Креста, Кадан
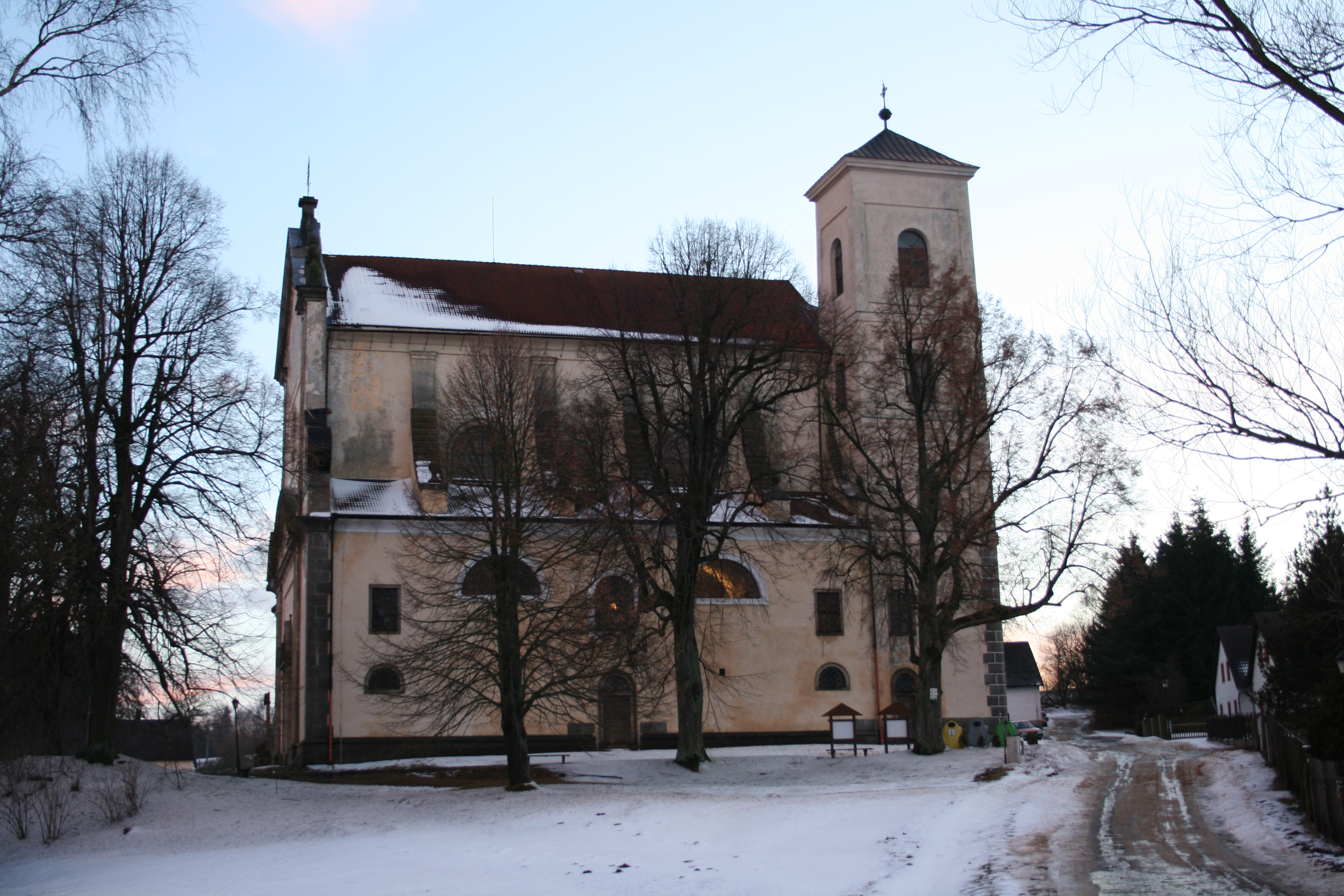
Kостёл в Нове Быстрице
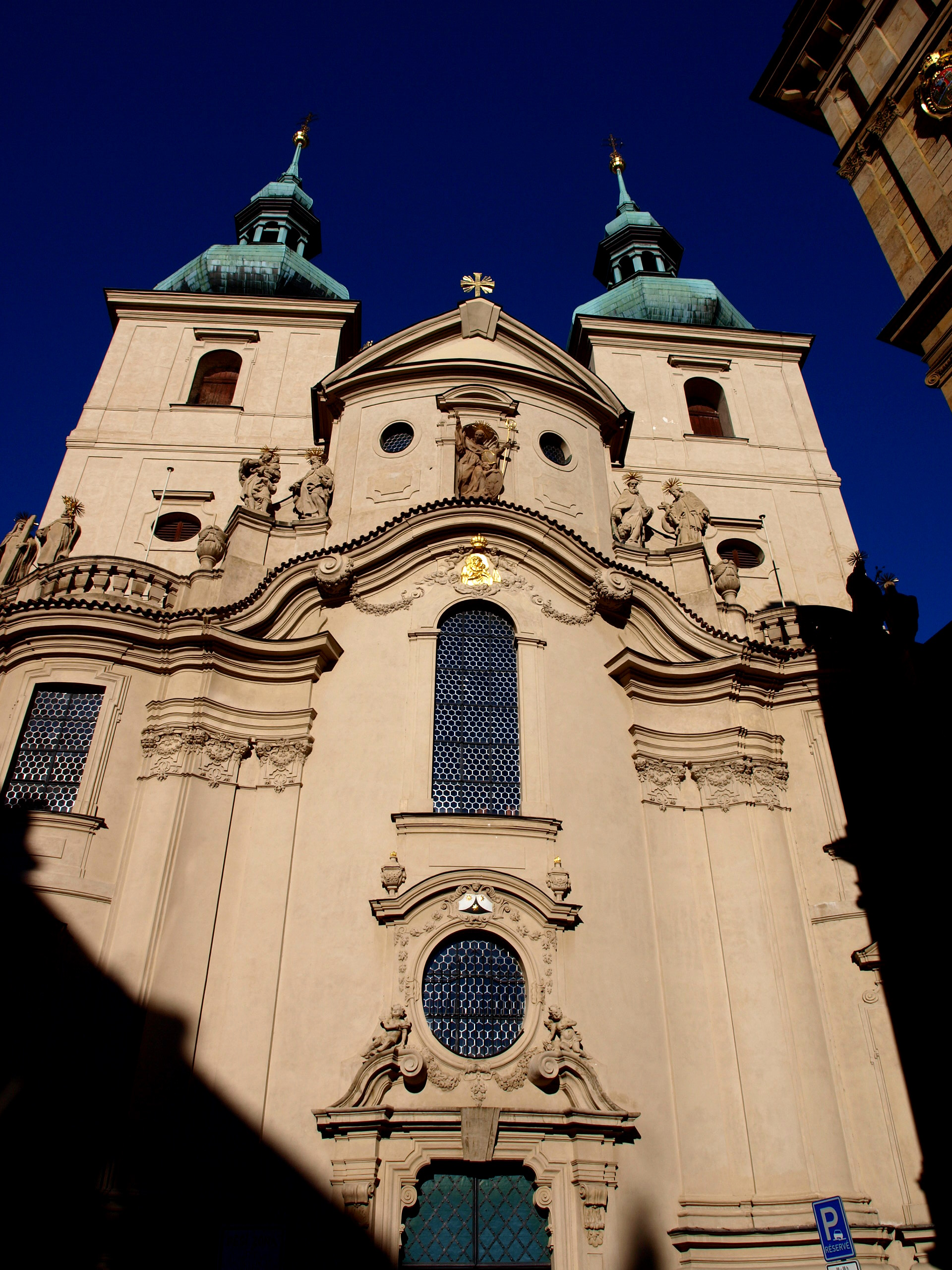
Костёл Святого Гавела в Праге
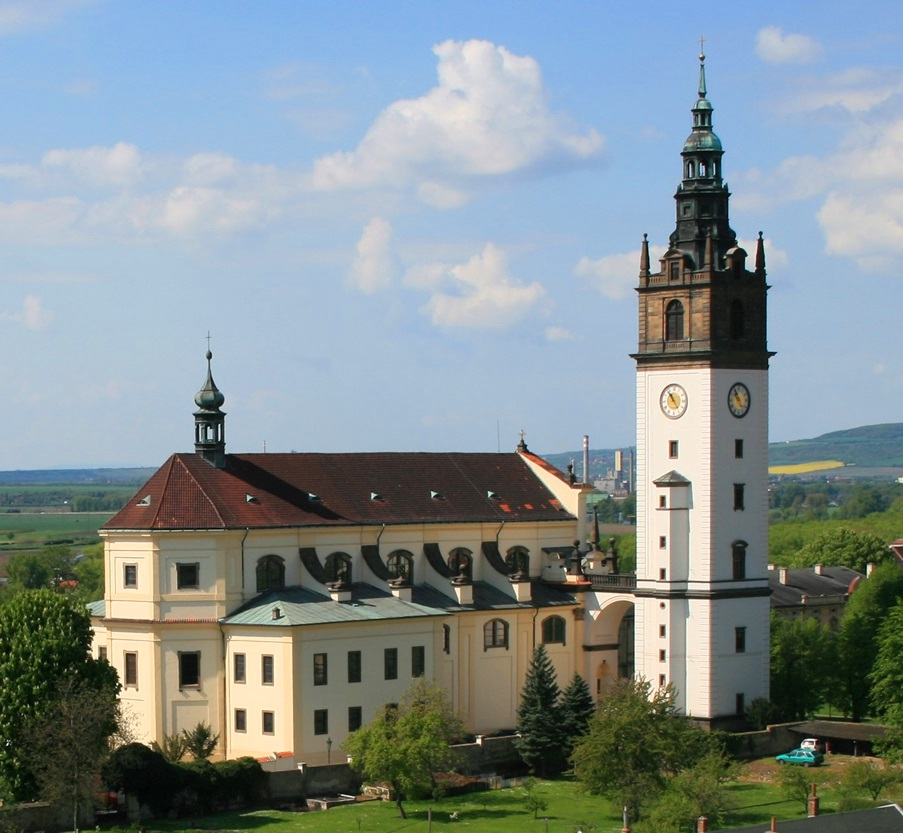
Собор Святого Стефана в Литомержице